# Hołoskowice
Hołoskowice (ukr. Голосковичі, Hołoskowyczi) – wieś na Ukrainie, w obwodzie lwowskim, w rejonie złoczowskim, w hromadzie Brody. W 2001 roku liczyła 530 mieszkańców.

## Historia
W II Rzeczypospolitej miejscowość leżała w powiecie brodzkim, w  województwie tarnopolskim. 
Do 2020 roku w rejonie brodzkim. 